# Erythrodiplax basalis
Erythrodiplax basalis är en trollsländeart som först beskrevs av Kirby 1897.  Erythrodiplax basalis ingår i släktet Erythrodiplax och familjen segeltrollsländor. Inga underarter finns listade i Catalogue of Life.